# Amphiesma metusia
Amphiesma metusia este o specie de șerpi din genul Amphiesma, familia Colubridae, descrisă de Inger, Zhao, Shaffer și Wu 1990. A fost clasificată de IUCN ca specie în pericol. Conform Catalogue of Life specia Amphiesma metusia nu are subspecii cunoscute.